# اندیس نیگنان ۲
نیگنان ۲ یک اندیس فلزی است که در حوالی شهر عشق آباد استان خراسان قرار دارد و مادهٔ معدنی موجود در آن، سرب است.سنگ میزبان این اندیس شیل ( سازند بغمشاه ) است و دیرینگی آن به دوران ژوراسیک میانی می‌رسد. 